# Арара (місто)
Apápa (порт. Arara) — місто в штаті Параїба, Бразилія. Розташоване за 142 км на захід від міста Жуан-Пессоа.
Складова частина мезорегіону Сільськогосподарський район штату Параїба. Населення становить 12 356 мешканців (2007). Площа становить 88,858 км². Густота населення — 139,0 осіб/км².
День міста — 19 грудня.

## Історія
Місто засноване в 1961 році.

## Статистика
- Валовий внутрішній продукт на 2005 становив 27 390 000 реалів.
- Валовий внутрішній продукт на душу населення на 2005 становив 2 181 реалів.
- Індекс розвитку людського потенціалу на 2000 становив 0,551.

## Географія
Клімат тропічний, средньорічна температура близько +24 °С.